# 阿旺 (全国人大代表)
阿旺（1962年—），四川巴塘人，藏族，中华人民共和国政治人物、第十一届全国人民代表大会西藏地区代表。
毕业于中央民族学院研究生部藏学法律制度史专业，是中共党员。担任西藏自治区日喀则地委副书记、行署副专员。2008年起担任全国人大代表。